# مینی فوتی
مینی فوتی (به انگلیسی: Mini footy) زیرشاخه‌ای از دسته ورزش‌های راگبی است. پیدایش این ورزش به استرالیا باز می گردد. این ورزش توسط لیگ راگبی استرالیا ابداع شد و مخصوص کودکان است تا آن‌ها را با قوانین راگبی اصلی آشنا و علاقه‌مند کند . 